# Cadulus cucurbitus
Cadulus cucurbitus är en blötdjursart som beskrevs av Dall 1881. Cadulus cucurbitus ingår i släktet Cadulus och familjen Gadilidae. Inga underarter finns listade i Catalogue of Life.